# Simopteryx liodesaria
Simopteryx liodesaria är en fjärilsart som beskrevs av Walker 1860. Simopteryx liodesaria ingår i släktet Simopteryx och familjen mätare. Inga underarter finns listade i Catalogue of Life.